# 松山吉之
松山 吉之（まつやま よしゆき、1966年7月31日 - ）は、京都府出身で元日本代表のプロサッカー選手、サッカー指導者、解説者。現役時代のポジションはフォワード、ミッドフィールダー。実弟の松山博明も元サッカー選手、サッカー指導者。

## 経歴

### 選手時代
学生時代や古河電工、ガンバ大阪在籍時にはFW、攻撃的MF、サイドハーフでその攻撃能力を発揮。日本代表にも早稲田大学在籍時に選出されると1987年から1989年まで名を連ね、国際Aマッチ通算10試合に出場し4得点を挙げている。京都パープルサンガ在籍時にはボランチを務めるなどプレーの幅を広げるも、1997年シーズンを以って引退した。
G大阪（当時は松下電器）には、家庭の事情で実家に帰ってきていることを知った高校、大学時代の大先輩の釜本邦茂監督（当時）に「暇なときにボールを蹴りに来い!」と誘われ入団した。ジークフリート・ヘルト監督時代には3-5-2のウイングバックとして起用され、それまでやったことのなかったスローインにも挑戦した。さらに、京都ではボランチを務めるなどチーム事情に応じた適応能力も見せていた。

### 現役引退後
指導者としては京都でコーチとしてスタートし、名古屋グランパスエイトのコーチを経て、2004年からG大阪に在籍。2005年のJリーグ初優勝を支えた。また、若手選手の育成手腕にも実績があり、監督とのパイプを務める兄貴分としても信頼も厚かった。2006年を最後にG大阪を退団。2007年から2011年まで滋賀学園高校サッカー部のコーチを務めた。2012年に関西サッカーリーグ2部のレイジェンド滋賀FCの監督に就任。2014年をもって退任し、レイジェンド滋賀FCのゼネラルマネージャーに就任した。また、2017年よりDAZNでのサッカー解説者も務めている。
名古屋のコーチ時代には、ファン感謝デーのキックスピードコンテストに若手選手とともに登場し、優勝してしまった逸話もある。また、古巣で燻っている選手をほうっておけず自らの推薦で獲得することもある。平岡直起（G大阪→名古屋）はその例である。
G大阪退団後の2007年から実家の料亭「松山閣 松山」（京都市右京区）を父親から継ぎ、現在は5代目若旦那。2007年1月26日放送のMBS『ちちんぷいぷい』のコーナーで紹介された。

## 所属クラブ
ユース経歴
- 1982年 - 1984年 京都府立山城高等学校
- 1985年 - 1988年 早稲田大学ア式蹴球部

シニア経歴
- 1989年 - 1991年 古河電工
- 1991年 - 1996年 松下電器/ガンバ大阪
- 1997年 京都パープルサンガ

## 個人成績
| 国内大会個人成績 | 国内大会個人成績 | 国内大会個人成績 | 国内大会個人成績 | 国内大会個人成績 | 国内大会個人成績 | 国内大会個人成績 | 国内大会個人成績 | 国内大会個人成績 | 国内大会個人成績 | 国内大会個人成績 | 国内大会個人成績 |
| 年度             | クラブ           | 背番号           | リーグ           | リーグ戦         | リーグ戦         | リーグ杯         | リーグ杯         | オープン杯       | オープン杯       | 期間通算         | 期間通算         |
| 年度             | クラブ           | 背番号           | リーグ           | 出場             | 得点             | 出場             | 得点             | 出場             | 得点             | 出場             | 得点             |
| 日本             | 日本             | 日本             | 日本             | リーグ戦         | リーグ戦         | JSL杯/ナビスコ杯 | JSL杯/ナビスコ杯 | 天皇杯           | 天皇杯           | 期間通算         | 期間通算         |
| ---------------- | ---------------- | ---------------- | ---------------- | ---------------- | ---------------- | ---------------- | ---------------- | ---------------- | ---------------- | ---------------- | ---------------- |
| 1989-90          | 古河             | 6                | JSL1部           | 21               | 2                | 2                | 2                |                  |                  |                  |                  |
| 1990-91          | 古河             | 6                | JSL1部           | 21               | 4                | 0                | 0                |                  |                  |                  |                  |
| 1991-92          | 松下             | 33               | JSL1部           | 19               | 5                | -                | -                |                  |                  |                  |                  |
| 1992             | G大阪            | -                | J                | -                | -                | 7                | 2                | 1                | 2                | 8                | 4                |
| 1993             | G大阪            | -                | J                | 22               | 3                | 0                | 0                | 2                | 1                | 24               | 4                |
| 1994             | G大阪            | -                | J                | 29               | 1                | 2                | 0                | 2                | 1                | 33               | 2                |
| 1995             | G大阪            | -                | J                | 26               | 4                | -                | -                | 4                | 0                | 30               | 4                |
| 1996             | G大阪            | -                | J                | 24               | 2                | 12               | 3                | 4                | 0                | 40               | 5                |
| 1997             | 京都             | 30               | J                | 19               | 0                | 5                | 2                | 2                | 0                | 26               | 2                |
| 通算             | 日本             | 日本             | J                | 120              | 10               | 26               | 7                | 15               | 4                | 161              | 21               |
| 通算             | 日本             | 日本             | JSL1部           | 61               | 11               | 2                | 2                |                  |                  |                  |                  |
| 総通算           | 総通算           | 総通算           | 総通算           | 181              | 21               | 28               | 9                |                  |                  |                  |                  |

その他の公式戦
- 1990年
  - コニカカップ 5試合3得点
- 1991年
  - コニカカップ 3試合1得点

## 代表歴
- Aマッチデビュー：1987年4月12日対シンガポール戦（国立）ソウル五輪予選
- Aマッチ初得点：1987年4月12日対シンガポール戦（国立）ソウル五輪予選
- Cマッチデビュー：1987年1月8日対上海戦（上海）木村和司との交代出場
- Cマッチ初得点：1987年1月10日対湖南省戦（上海）

### 出場大会など
- ソウルオリンピック予選

### 試合数
- 国際Aマッチ 10試合 4得点(1987-1989)[1]

| 日本代表 | 国際Aマッチ | 国際Aマッチ | その他 | その他 | 期間通算 | 期間通算 |
| 年       | 出場        | 得点        | 出場   | 得点   | 出場     | 得点     |
| -------- | ----------- | ----------- | ------ | ------ | -------- | -------- |
| 1987     | 9           | 4           | 13     | 1      | 22       | 5        |
| 1988     | 0           | 0           | 0      | 0      | 0        | 0        |
| 1989     | 1           | 0           | 8      | 0      | 9        | 0        |
| 通算     | 10          | 4           | 21     | 1      | 31       | 5        |

### 出場
| No. | 開催日         | 開催都市         | スタジアム                         | 対戦相手       | 結果 | 監督     | 大会             |
| --- | -------------- | ---------------- | ---------------------------------- | -------------- | ---- | -------- | ---------------- |
| 1.  | 1987年04月08日 | 東京都           | 国立霞ヶ丘競技場陸上競技場         | インドネシア   | ○3-0 | 石井義信 | オリンピック予選 |
| 2.  | 1987年04月12日 | 東京都           | 国立霞ヶ丘競技場陸上競技場         | シンガポール   | ○1-0 | 石井義信 | オリンピック予選 |
| 3.  | 1987年05月27日 | 広島県           | 広島県総合グランドメインスタジアム | セネガル       | △2-2 | 石井義信 | キリンカップ     |
| 4.  | 1987年06月14日 | シンガポール     |                                    | シンガポール   | ○1-0 | 石井義信 | オリンピック予選 |
| 5.  | 1987年06月26日 | インドネシア     |                                    | インドネシア   | ○2-1 | 石井義信 | オリンピック予選 |
| 6.  | 1987年09月15日 | 東京都           | 国立霞ヶ丘競技場陸上競技場         | ネパール       | ○5-0 | 石井義信 | オリンピック予選 |
| 7.  | 1987年09月18日 | 東京都           | 国立霞ヶ丘競技場陸上競技場         | ネパール       | ○9-0 | 石井義信 | オリンピック予選 |
| 8.  | 1987年10月04日 | 広州             |                                    | 中華人民共和国 | ○1-0 | 石井義信 | オリンピック予選 |
| 9.  | 1987年10月26日 | 東京都           | 国立霞ヶ丘競技場陸上競技場         | 中華人民共和国 | ●0-2 | 石井義信 | オリンピック予選 |
| 10. | 1989年07月23日 | リオデジャネイロ |                                    | ブラジル       | ●0-1 | 横山謙三 | 国際親善試合     |

### 得点数
| # | 年月日        | 開催地                   | 対戦国       | スコア | 結果 | 試合概要       |
| - | ------------- | ------------------------ | ------------ | ------ | ---- | -------------- |
| 1 | 1987年4月12日 | 日本、東京               | シンガポール | 1-0    | 勝利 | ソウル五輪予選 |
| 2 | 1987年5月27日 | 日本、広島市             | セネガル     | 2-2    | 引分 | キリンカップ   |
| 3 | 1987年6月26日 | インドネシア、ジャカルタ | インドネシア | 2-1    | 勝利 | ソウル五輪予選 |
| 4 | 1987年9月15日 | 日本、東京               | ネパール     | 5-0    | 勝利 | ソウル五輪予選 |

## 指導歴
- 1998年 - 1999年 京都パープルサンガ
  - 1998年 - 1999年8月：強化部
  - 1999年9月 - 12月：コーチ
- 2000年 - 2003年 名古屋グランパスエイト
  - 2000年1月 - 9月：強化部
  - 2000年9月 - 2003年：コーチ
- 2004年 - 2006年 ガンバ大阪：コーチ
- 2007年 - 2011年 滋賀学園高等学校サッカー部：コーチ
- 2012年 - レイジェンド滋賀FC
  - 2012年 - 2014年：監督
  - 2015年 - ：ゼネラルマネージャー

## タイトル
- 関西サッカーリーグ Manager of the Year（2013年）[4]